# The Get Down
The Get Down è una serie televisiva statunitense creata da Baz Luhrmann e Stephen Adly Guirgis, pubblicata su Netflix a partire dal 12 agosto 2016 in tutti i paesi in cui il servizio è disponibile.

## Trama
La prima parte della prima stagione è ambientata nel 1977. A New York, nel difficile quartiere del South Bronx, un bizzarro gruppo di adolescenti osserva come i vecchi generi musicali vengono progressivamente sostituiti da nuovi generi, rivolti appunto ai giovani, ovvero l’hip hop, il funk, la disco music e il rap. I ragazzi vivono tra passi di danza, bombolette spray e sogni. Nonostante la crisi economica, la musica non si limita a salvare il mondo, ma a cambiarlo completamente. La vicenda si sviluppa principalmente attorno alle vicende di Ezekiel "Books" Figuero e Mylene Cruz, senza tralasciare gli avvenimenti che colpiscono il South Bronx. Mylene sogna di diventare una cantante fuori dal Bronx. Tale sogno, opposto alla volontà del padre Ramon, verrà appoggiato dal 
produttore musicale in fallimento Jackie Moreno e dallo zio Francisco "Papa Fuerte" Cruz, che la aiuteranno a formare una band disco con le amiche Regina e Yolanda ed a firmare un contratto con la Marracash Record, prestigiosa casa discografica. Ezekiel, ostinato ad ottenere un disco che piaccia a Mylene, si imbatterà in Shaolin Fantastic interessato anch'egli al disco per portarlo ad una festa privata di Grandmaster Flash. Dopo alcune lezioni sulla musica da parte di Grandmaster Flash, Ezekiel, Shaolin e i loro compagni Ra-Ra e Boo-Boo lotteranno per imporre la loro crew tra i quattro grandi regni di DJ di tutta New York (fra questi vi sono Grandmaster Flash e Dj Kool Herc). Nel South Bronx, si respira nel frattempo una pesante aria di bigottismo e criminalità. In questo contesto, per sbattere in galera i delinquenti e proporre la rinascita del ghetto si impone come candidato a sindaco Ed Koch, supportato da Ezekiel e Papa Fuerte.
La seconda parte della prima stagione è ambientata nel 1978.

## Episodi
| Stagione       | Episodi | Episodi | Pubblicazione USA | Pubblicazione Italia |
| -------------- | ------- | ------- | ----------------- | -------------------- |
| Prima stagione | 11      | 6       | 2016              | 2016                 |
| Prima stagione | 11      | 5       | 2017              | 2017                 |

## Personaggi e interpreti

### Personaggi principali
- Ezekiel "Zeke" "Books" Figuero, interpretato da Justice Smith, doppiato da Alessandro Campaiola.
Ragazzo talentuoso e intelligente, nato da padre portoricano e madre afroamericana, entrambi assassinati. Vive con sua zia e il fidanzato, con quest'ultimo all'inizio non avrá buoni rapporti ma poi miglioreranno. È un bravo paroliere infatti scrive i testi per " The Get Down Brothers". È molto amico di Ra-Ra, Boo-Boo e Dizzee. È il fidanzato di Myleen, della quale è innamorato dall'asilo. Ha una passione innata per la scrittura, oltre che per la musica e si rivelerà un MC fuori dal comune. La sua ambizione è ciò che gli permette di andare avanti sempre a testa alta nella vita.
- Curtis "Shaolin Fantastic" Anderson, interpretato da Shameik Moore, doppiato da Emanuele Ruzza.
DJ dei "The Get Down Brothers", è anche uno spacciatore e in principio una vera leggenda nel Writing, tra le strade del Bronx. È eccentrico ed enigmatico. Conosce Ezekiel nella storica discoteca "Les Inferno", in seguito a una discussione. Successivamente conoscerà anche tutti gli altri suoi amici. È molto atletico. È costretto a intrattenere rapporti sessuali con Fat Annie, la boss di quel distretto del Bronx e per questo motivo è odiato da Cadillac, il figlio. Non va d'accordo neanche con Mylene. Impara l'arte del DJ dal suo mentore Grandmaster Flash e diventa per lui l'unico modo per fuggire dalla realtà violenta in cui è costretto a stare per sopravvivere.
- Mylene Cruz, interpretata da Herizen F. Guardiola, doppiata da Eva Padoan.
Una ragazza di Fede che sogna di diventare star della Disco music, nonostante il padre sia un pastore cristiano. È amica di Yolanda e Regina, con le quali formerà il gruppo musicale "The Soul Madonnas". Fidanzata con Ezekiel, non accetta l'amicizia tra lui e Shaolin perché pensa che voglia trascinarlo con lui nel fallimento.
- Ronald "Ra-Ra" Kipling, interpretato da Skylan Brooks, doppiato da Alex Polidori.
Ragazzo considerato da tutti amico fedele e voce della ragione.
- Miles "Boo-Boo" Kipling, interpretato da Tremaine Brown Jr., doppiato da Mirko Cannella.
Ragazzo con un animo da adulto.
- Clarence "Cadillac" Caldwell, interpretato da Yahya Abdul-Mateen II, doppiato da Alberto Angrisano.
Principe della musica disco e proprietario del Night Club più importante del Bronx.
- Francisco "Papa Fuerte" Cruz, interpretato da Jimmy Smits, doppiato da Fabrizio Pucci.
Boss politico molto potente.

### Personaggi secondari
- Marcus "Dizzee" "Rumi" Kipling, interpretato da Jaden Smith, doppiato da Federico Bebi.
È il primogenito della famiglia kipling, è anche un autore di graffiti, il suo nome di tag è "rumi110". Rumi, il suo alterego, è un alieno miliardario che sogna di andare all'opera ma, ha paura di distinguersi. Tuttavia è una metafora della sua vita, dato che, è nero e bisessuale.
- Ezekiel "Mr. Books" Figuero (adulto), interpretato da Daveed Diggs, doppiato in originale da Nas.
Rapper ormai famoso che funge da narratore della serie.
- Pastore Ramon Cruz, interpretato da Giancarlo Esposito, doppiato in originale da Antonio Palumbo.
Fratello di Papa Fuerte e padre di Mylene.
- Yolanda Kipling, interpretata da Stefanée Martin.
Sorella di Dizzee, Ra-Ra e Boo-Boo e amica di Mylene e Regina.
- Regina, interpretata da Shyrley Rodriguez.
Amica di Yolanda e Mylene.
- Grandmaster Flash, interpretato da Mamoudou Athie, doppiato da Luca Mannocci.
Famoso DJ newyorkese.
- Adele Kipling, interpretata da Karen Aldridge.
Madre di Dizzee, Yolanda, Ra-Ra e Boo-Boo.
- Jackie Moreno, interpretato da Kevin Corrigan, doppiato da Stefano Benassi.
Produttore discografico.
- Leon, interpretato da Brandon J. Dirden.
Compagno di Wanda.
- Herbert Gunns, interpretato da Michel Gill.
Consigliere comunale di New York City.
- Lydia Cruz, interpretata da Zabryna Guevara.
Moglie di Ramon.
- Winston Kipling, interpretato da Ron Cephas Jones.
Padre di Dizzee, Yolanda, Ra-Ra e Boo-Boo.
- Wanda Figuero, interpretata da Judy Marte.
Zia di Ezekiel.
- Stanley Kelly, interpretato da Sal Rendino.
- Signorina Green, interpretata da Yolonda Ross, doppiata da Alessandra Chiari.
Insegnante di inglese di Ezekiel.
- Little Wolf, interpretato da Tory Devon Smith.
Ragazzo di Regina.
- Fat Annie, interpretata da Lillias White.
Proprietaria del club Les Inferno e madre di Cadillac.
- Ed Koch, interpretato da Frank Wood.
Candidato sindaco di New York.
- Roy Asheton, interpretato da Eric Bogosian.
Presidente dell'etichetta discografica Marrakech Star.
- DJ Kool Herc, interpretato da Eric D. Hill.
Famoso DJ e mentore dei Notorious Three.
- Thor, interpretato da Noah Le Gros.
Artista di graffiti e interesse amoroso di Dizzee.
- Claudia Gunns, interpretata da Julia Garner
Figlia di Herbert Gunns.
- Shane Vincent, interpretato da Jeremie Harris.
Manager discografico di Mylene Cruz.
- Afrika Bambaataa, interpretato da Okieriete Onaodowan, doppiato da Gabriele Tacchi.
- Robert Stigwood, interpretato da Jamie Jackson.